# Concurso para matar a 100 personas usando una espada

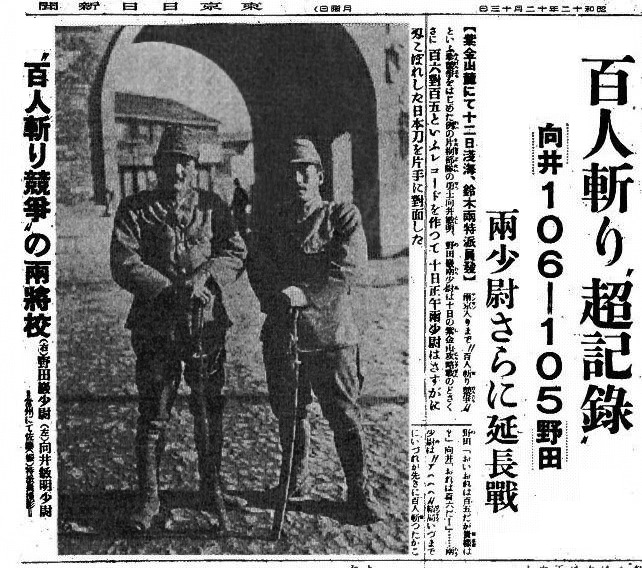
La nota periodística del 13 de diciembre de 1937 en el Concurso de Tokyo Nichi Nichi Shimbun para matar a 100 personas usando una serie de espadas. Mukai (izquierda) y Noda (derecha). El titular en negrita dice: "Increíble récord - Mukai 106 - 105 Noda - Ambos subtenientes entran en entradas adicionales"

El «concurso para matar a 100 personas con una espada» (en japonés: 百 人 斬 り 競争, hyakunin-giri kyōsō) fue una competencia entre Toshiaki Mukai y Tsuyoshi Noda, dos oficiales del Ejército Imperial Japonés, que tuvo lugar durante la invasión japonesa de China. El objetivo del concurso era ver quién podía ejecutar a 100 personas más rápido usando una katana. Posteriormente, los dos oficiales fueron ejecutados por cargos de crímenes de guerra por su participación. Desde entonces, la historicidad del evento ha sido fuertemente cuestionada, a menudo por nacionalistas japoneses o historiadores negacionistas que buscan invalidar la historiografía de la masacre de Nankín.
El problema surgió por primera vez de una serie de artículos de periódicos japoneses durante la guerra, que celebraban el asesinato "heroico" de los chinos por dos oficiales japoneses, quienes participaban en una competencia para ver quién podía matar más gente primero. El problema revivió en la década de 1970, lo que provocó una controversia mayor sobre los crímenes de guerra japoneses en China, en particular, la masacre de Nankín.
Los relatos originales impresos en el periódico describían los asesinatos como un combate cuerpo a cuerpo; sin embargo, los historiadores han sugerido que probablemente fueron otra parte de las matanzas masivas generalizadas de prisioneros chinos indefensos.

## Cuentas de guerra

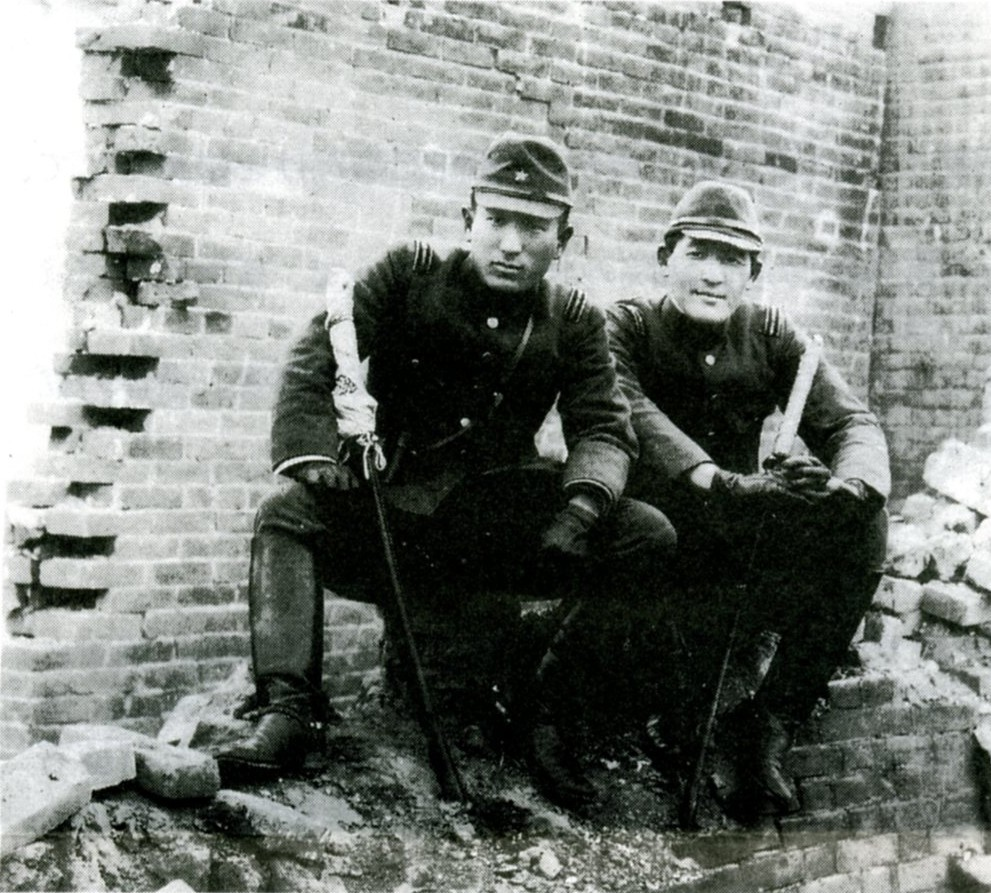
Tsuyoshi Noda y Toshiaki Mukai como parte de las tropas de ocupación del Imperio colonial japonés en la República de China.

En 1937, el Osaka Mainichi Shimbun y su periódico hermano, el Tokyo Nichi Nichi Shimbun, informaron de un macabro concurso que se estaba desarrollando entre dos suboficiales japoneses, Toshiaki Mukai (向 井 敏明) y Tsuyoshi Noda (野 田 毅), para determinar cuál  los dos hombres como competidores para ser el primero en matar a 100 personas con una espada. La competencia supuestamente tuvo lugar en la ruta a Nankín, antes de la infame masacre en dicha urbe, y se cubrió en cuatro artículos desde el 30 de noviembre de 1937 hasta el 13 de diciembre de 1937; los dos últimos se traducen en el anunciante de Japón.
Ambos oficiales supuestamente superaron su objetivo durante el fragor de la batalla, lo que dificulta determinar qué oficial había ganado realmente el concurso. Por eso (según los periodistas Asami Kazuo y Suzuki Jiro, escribiendo en el Tokyo Nichi Nichi Shimbun del 13 de diciembre), decidieron comenzar otro concurso con el objetivo de 150 asesinatos. El titular de Nichi Nichi' de la historia del 13 de diciembre decía "'Increíble récord' [en el concurso para] decapitar a 100 personas — Mukai 106 - 105 Noda — Ambos segundos tenientes entran en entradas adicionales".
Otros soldados e historiadores han notado la improbabilidad de los supuestos actos heroicos de los tenientes, que implicaban matar enemigo tras enemigo en feroces combates cuerpo a cuerpo. El propio Noda, al regresar a su ciudad natal, lo admitió durante un discurso:

En realidad, no maté a más de cuatro o cinco personas en combate cuerpo a cuerpo ... Nos enfrentaríamos a una trinchera enemiga que habíamos capturado, y cuando gritáramos, "¡Ni, Lai-Lai!" (¡Tú, ven aquí!), Los soldados chinos eran tan estúpidos que corrían hacia nosotros todos a la vez. Luego los alineamos y cortamos, de un extremo de la línea al otro. Me elogiaron por haber matado a cien personas, pero en realidad, casi todas murieron de esta manera. Los dos tuvimos un concurso, pero después. A menudo me preguntaban si era un gran problema, y dije que no era gran cosa ...

## Juicio y ejecución
Después de la guerra, un registro escrito del concurso se abrió paso en los documentos del Tribunal Militar Internacional para el Lejano Oriente. Poco después, los dos soldados fueron extraditados a la República de China, juzgados por el Tribunal de Crímenes de Guerra de Nankín, condenados por las atrocidades cometidas durante la batalla de Nankín y la masacre posterior. El 28 de enero de 1948, ambos soldados fueron ejecutados en la cámara de ejecución de Yuhuatai por el gobierno de Chiang Kai-shek.

## Cuentas de posguerra
En Japón, el concurso se perdió en la oscuridad de la historia hasta 1967, cuando Tomio Hora (profesor de historia en la Universidad de Waseda) publicó un documento de 118 páginas sobre los eventos de Nankín. La historia no fue publicada por la prensa japonesa hasta 1971, cuando el periodista japonés Katsuichi Honda llamó la atención del público sobre el tema con una serie de artículos escritos para Asahi Shimbun, que se centraban en entrevistas con sobrevivientes chinos de la ocupación y masacres de la Segunda Guerra Mundial.
En Japón, los artículos provocaron un feroz debate sobre la masacre de Nankín, y la veracidad del concurso de asesinatos fue un punto de debate particularmente polémico. Durante los años siguientes, muchos autores han discutido sobre si la masacre ocurrió, y los puntos de vista sobre el tema también fueron un predictor de si creían que la contienda era una fabricación. El Sankei Shimbun y la política japonesa Tomomi Inada han exigido públicamente que las empresas de medios Asahi y Mainichi se retracten de sus informes sobre el concurso durante la guerra.
En un trabajo posterior, Katsuichi Honda colocó el relato del concurso de asesinatos en el contexto de su efecto sobre las fuerzas imperiales japonesas en China. En un caso, Honda observa la descripción autobiográfica del veterano japonés Shintaro Uno del efecto en su espada después de decapitar consecutivamente a nueve prisioneros. Uno compara sus experiencias con las de los dos lugartenientes del concurso de asesinatos. Aunque había creído las historias inspiradoras del combate cuerpo a cuerpo en su juventud, después de su propia experiencia en la guerra llegó a creer que los asesinatos eran más probablemente ejecuciones brutales. Uno agrega:

Digas lo que digas, es una tontería discutir sobre si sucedió de esta manera o de esa manera cuando la situación es clara. Hubo cientos y miles de soldados como Mukai y Noda, incluido yo, durante esos cincuenta años de guerra entre Japón y China. En cualquier caso, no fue más que un hecho común durante los llamados disturbios chinos.

En 2000, Bob Wakabayashi escribió que "el concurso de asesinatos en sí era una invención", pero la controversia que generó "aumentó el conocimiento del pueblo japonés sobre la atrocidad y aumentó su conciencia de ser victimarios en una guerra de agresión imperialista a pesar de los esfuerzos en contrario de revisionistas conservadores". Joshua Fogel ha declarado que aceptar el relato del periódico "como verdadero y exacto requiere un acto de fe que ningún historiador equilibrado puede hacer".
El Paseo conmemorativo de las víctimas en la masacre de Nankín en la República Popular China incluye una exhibición del concurso entre sus muchas exhibiciones. Un artículo del Japan Times ha sugerido que su presencia permite a los revisionistas "sembrar semillas de duda" sobre la exactitud de toda la colección.
Una de las espadas presuntamente utilizadas en el concurso se exhibe en el Museo de las Fuerzas Armadas de la República de China en Taipéi, República de China (Taiwán).
El concurso se describe en la película de 1994 Black Sun: The Nanking Massacre, así como en la película de 2009, John Rabe.

## Demanda judicial
En abril de 2003, las familias de Toshiaki Mukai y Tsuyoshi Noda presentaron una demanda por difamación contra Katsuichi Honda, Kashiwa Shobō, Asahi Shimbun y Mainichi Shimbun, solicitando ¥ 36,000,000 en compensación. El 23 de agosto de 2005, el juez del Tribunal de Distrito de Tokio, Akio Doi, desestimó la demanda alegando que "la contienda se produjo y no fue inventada por los medios de comunicación". El juez declaró que, aunque el artículo original del periódico incluía "elementos falsos", los agentes admitieron que habían corrido para matar a 100 personas y "es difícil decir que era ficción". Alguna evidencia del asesinato de prisioneros de guerra chinos (no lucha cuerpo a cuerpo) fueron mostrados por los acusados, y el tribunal admitió las posibilidades de matar prisioneros de guerra a espada. En diciembre de 2006, el Tribunal Supremo de Japón confirmó la decisión del Tribunal de Distrito de Tokio.

### Citas
1. ↑  Takashi Yoshida. The making of the "Rape of Nanking". 2006, page 64
2. ↑  Fogel, Joshua A. The Nanjing Massacre in History and Historiography'. 2000, page 82
3. ↑  Honda, 1999, pp. 131–132
4. 1 2  Kajimoto, 2000, p. Postwar Judgment: II. Nanking War Crimes Tribunal
5. ↑  Honda, 1999, p. 128
6. ↑  Wakabayashi, 2000, p. 319.
7. ↑  Honda, 1999, pp. 125–127
8. ↑  Honda, 1999, p. ix
9. ↑  Fogel, Joshua A. The Nanjing Massacre in History and Historiography. 2000, page 81-2
10. ↑  Honda, 1999, pp. 126–127, footnote
11. ↑  Schreiber, Mark, "U.S. sea patrols fuel war of words in print Archivado el 2 de noviembre de 2015 en Wayback Machine.", Japan Times, 1 November 2015, p. 18
12. 1 2 3 4  Katsuichi Honda, ed. Frank Gibney. The Nanjing massacre: a Japanese journalist confronts Japan's national shame. 1999, page 128-132, M.E. Sharpe, ISBN 0765603357
13. ↑  Wakabayashi, 2000, p. 307.
14. ↑  Bob Tadashi Wakabayashi, The Nanking Atrocity 1937-1938 (Berghahn Books, 2007), pp. 280
15. ↑  Kingston, 2008, p. 9.
16. 1 2  Hogg, Chris (23 de agosto de 2005). «Victory for Japan's war critics». BBC News. Archivado desde el original el 30 de septiembre de 2009. Consultado el 22 de octubre de 2021.
17. ↑  Heneroty, 2005
18. ↑  «国の名誉守りたい 稲田衆院議員 「百人斬り裁判」を本に (Congressman Ms.Inada published the incidents regarding the court on the "Contest to kill 100 people using a sword")». 福井新聞 (Fukui Shimbun) (47NEWS). 17 de mayo de 2007. Archivado desde el original el 6 de agosto de 2014. Consultado el 22 de octubre de 2021.